# Postamt Güstrow
Das Postamt Güstrow, ehemals Kaiserliches Postamt, in der amtsfreien Kreisstadt Güstrow, Landkreis Rostock, (Mecklenburg-Vorpommern), ist ein Gründerzeitgebäude. Es befindet sich am Pferdemarkt 52–56 und wurde als historisierendes zweigeschossiges Postgebäude 1896 fertiggestellt.
Das Gebäude steht unter Denkmalschutz.

## Geschichte

### Bauwerk

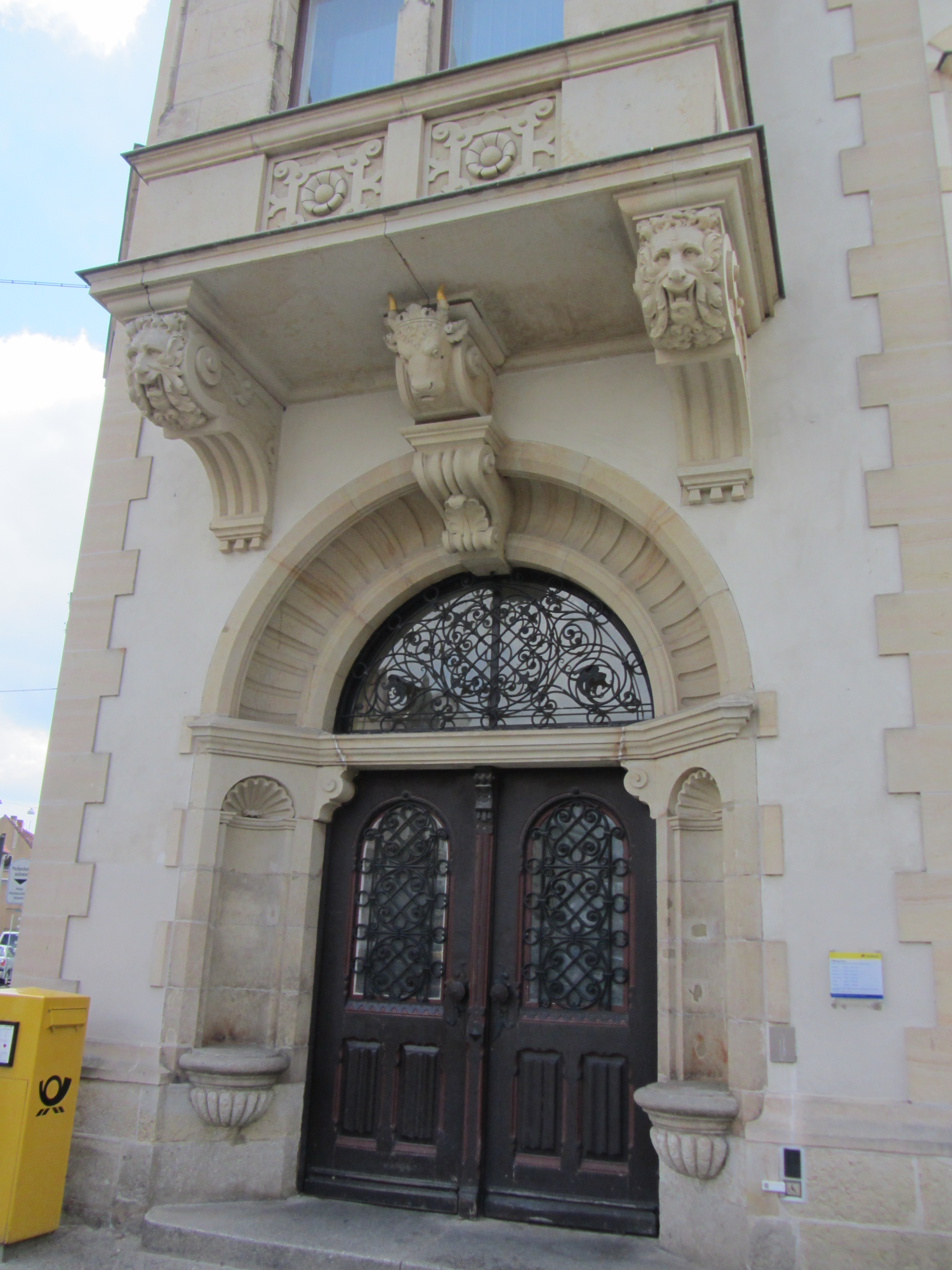
Eingang

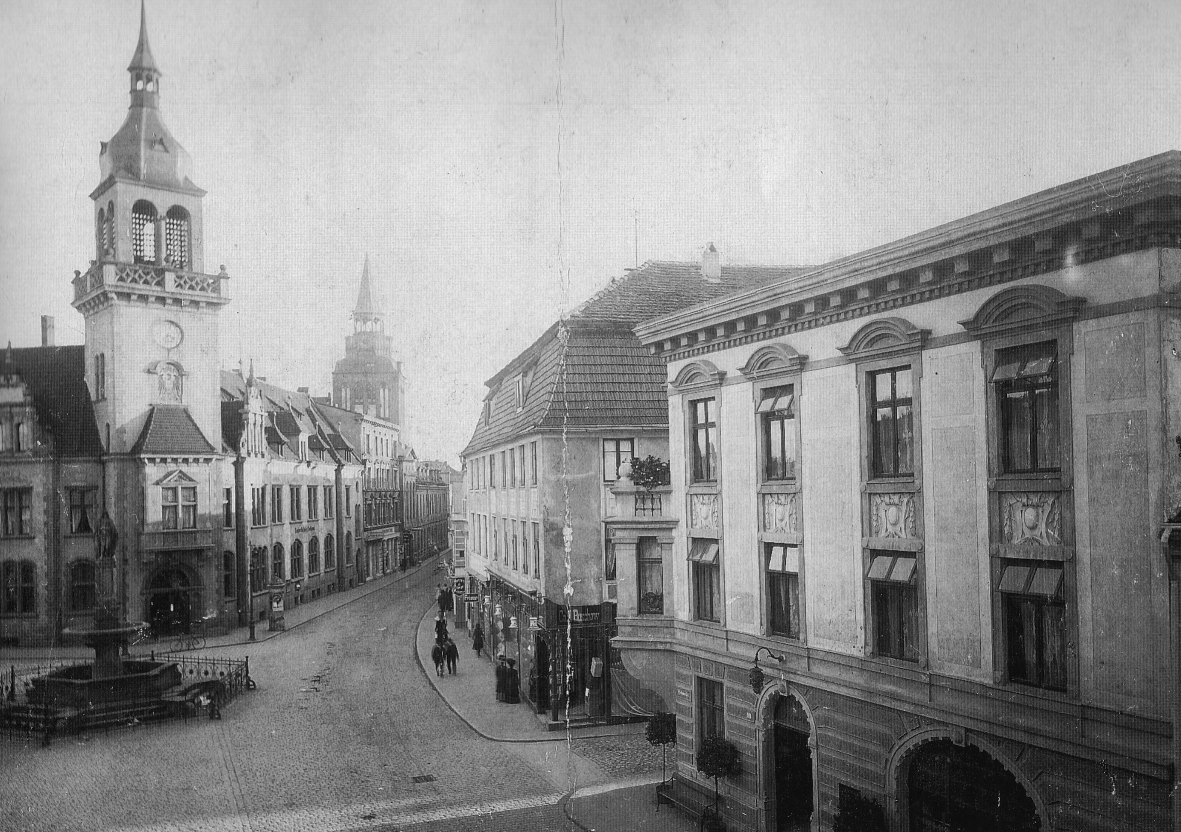
1905: Post und Pferdemarkt, im Hintergrund die Marienkirche

1896 wurde das zweigeschossige historisierende Kaiserliche Postamt nach Plänen von Hubert fertiggestellt. Der Haupteingang ist an der Ecke des Gebäudes im Turm angeordnet. Drei Giebelrisalite gliedern das Gebäude.
Im Erdgeschoss waren die Diensträume für den Postbetrieb, im Obergeschoss für den Telegrafen- und Telefonbetrieb sowie die Dienstwohnung des Postamtsvorstehers. Ein elektrischer Glockenzug zur Benutzung für das Publikum konnte betätigt werden bei Abgabe von Telegrammen außerhalb der üblichen Schalterdienststunden.
Der viergeschossige städtebaulich dominante Turm mit einem Erker, dem umlaufenden Balkon in der offenen oberen Ebene sowie dem achteckigen zwiebelförmigen Helm mit der Laterne und der Wetterfahne wurde 1956 saniert und erhielt eine Schieferdeckung. Nachdem sich Schieferplatten lösten und zu Boden stürzten, musste der Turmhelm gesichert und 1984 saniert werden; er erhielt nun eine Kupferdeckung. 1995 wurde der Helm erneut saniert, wobei er mit einem Spezialkran ab- und wieder aufgesetzt wurde. Über den Turm wurden bis 1929 die Telegrafen- und Telefonleitungen in das Gebäude geleitet.

### Denkmal
Vor dem Postamt steht der Borwinbrunnen mit der Statue von Heinrich Borwin II. (1170–1226), Fürst zu Mecklenburg, Herr zu Rostock und Begründer der Stadt Güstrow. Die Bekrönungsfigur in der Mitte des Brunnens schuf 1889 der Bildhauer Richard Thiele aus Hamburg, einer der Lehrer Ernst Barlachs. Der sechseckige Brunnen aus Sandstein wurde von Georg Daniel aus Schwerin entworfen.

## Post in Güstrow

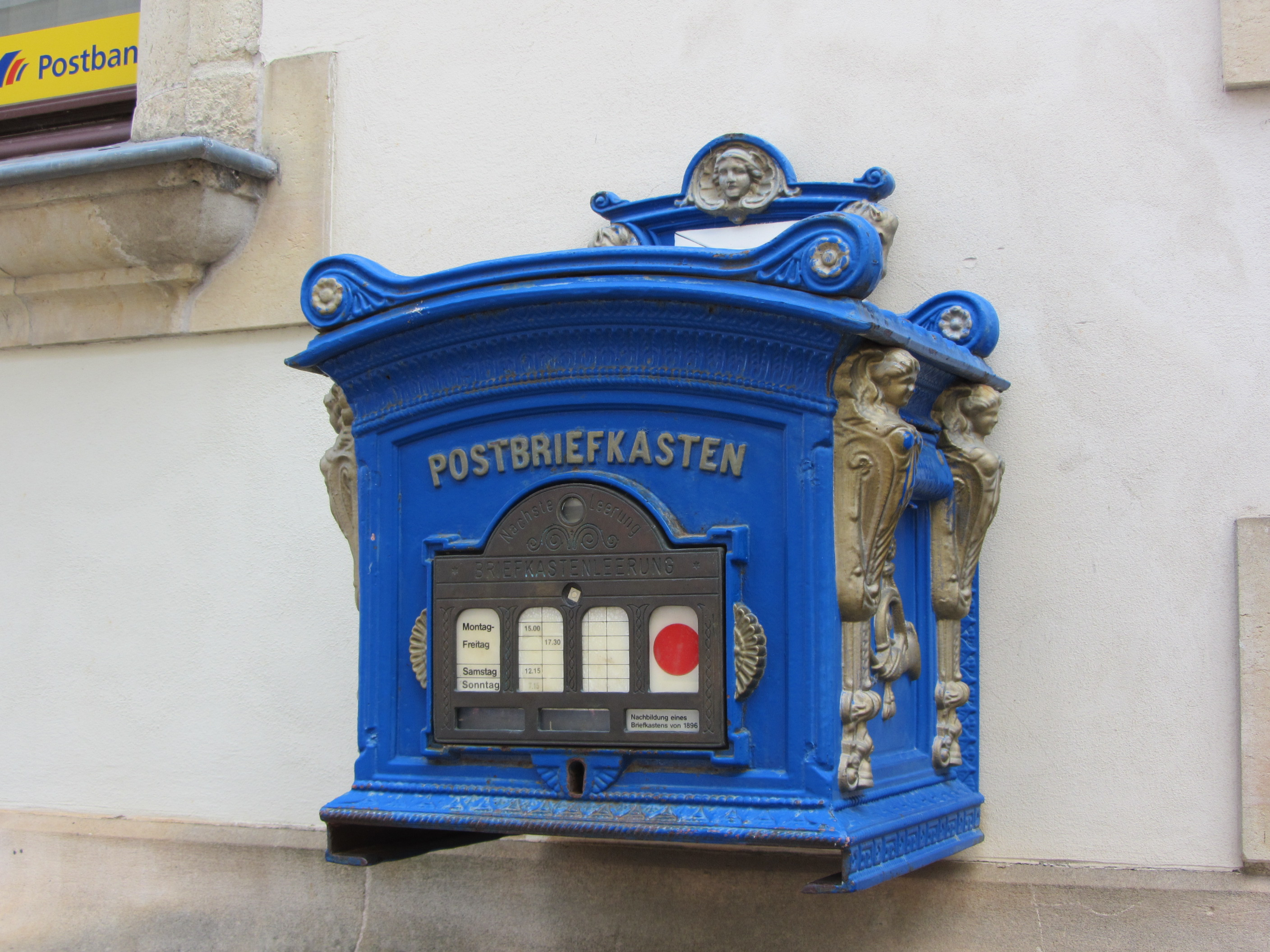
Briefkasten bei der Post

Vorläufer der staatlichen Post waren am Anfang des 16. Jahrhunderts Botenanlagen der Herzöge von Mecklenburg durch berufsmäßige Boten, die Briefe und auch andere Sachen zu Fuß oder zu Pferde und später mit Kutschen auf festen Kursen mit Stationen und zu bestimmten Zeiten beförderten; sie wurden Ende des 16. Jahrhunderts Postboten genannt.
Eine der ersten Nachrichten über die Einrichtung von Posten im Herzogtum Güstrow durch
Herzog Gustav Adolf (reg. 1654 – 1695) stammt vom 26. November 1661: Die Post-Fuß-Boten auf dem Kurs Güstrow – Rostock wurden durch Fahrposten ersetzt und den privaten
Frachtfahrern untersagt, an Fahrposttagen Personen zu befördern.
1663 gab es eine privatisierte (Pächter) Fahrpost von Güstrow nach Neubrandenburg, 1664 nach Neukloster und Wismar, 1667 nach Rostock, 1670 nach Boizenburg und nach Hamburg sowie um 1680 nach Plau (Berlin) und Parchim. Der herzogliche Geheime Kammerrat Mumme war seit 1689 Postdirektor und Postmeister im Herzogtum Güstrow. Er übernahm bald auch die Schweriner Posten in Pacht, so dass er den Übergang zu der Entwicklung einer Landespost bildete.
1701 fiel das Herzogtum Güstrow an das Herzogtum Mecklenburg-Schwerin und es entstand eine Landespost, die Mumme 1703 als Pächter führte. Es gab ab 1708 Hauptpostkontore bzw. Hauptpostämter (und dazu Distrikte) in Schwerin, Rostock und Güstrow; 1810 wurden daraus Ober-Postämter.
Die erste mecklenburgische Posthalterei von Herzog Wallenstein befand sich ab 1628 für kurze Zeit in Güstrow, Grüner Winkel Nr. 4. Ab 1831 war das Postamt in der Langen Straße Nr. 41, ab 1866 bis 1896 in der Domstraße Nr. 6.
Nach der Gründung des Deutschen Reichs 1871, trat am 1. Januar 1872 das Gesetz über das Postwesen, das Posttaxwesen und die Postordnung der Reichspost in Kraft. Für Güstrow war die 1868 gegründete Oberpostdirektion Schwerin zuständig.
Zum 3. Oktober 1990 wurde im Zuge der Deutschen Wiedervereinigung gemäß Artikel 27 des Einigungsvertrages die Deutsche Post mit der Deutschen Bundespost verschmolzen. Das Güstrower Postamt wurde in die Deutsche Bundespost eingegliedert und nach der Privatisierung, seit 1995 der Deutsche Post AG zugehörig.
Weitere Postfilialen in Güstrow bestehen heute u. a. als Postbankfiliale 533, Pferdemarkt 52–56, DHL Paketshop 482, Bahnhofsplatz 3, DHL Paketshop 446, Ulrichsplatz 10b, DHL Paketshop 445, Speicherstraße 11a sowie als Postfilialen in verschiedenen Geschäften.

## Postnachfolge offen
Der Rückzug von Post und Postbank als Filiale im denkmalgeschützten Gebäude ist eine Entscheidung den die Bank getroffen hat. Die Postbank hat bereits im Juli 2024 die Post-Kooperation aufgegeben und wird zum 20. November 2024 schließen. Die Barlachstadt Güstrow ist mit den Eigentümern im Gespräch um eine mögliche Gewerbe-Ansiedlung zu unterstützen.